# 摩爾公園
摩爾公園（英語：Moore Park）是位於澳洲悉尼中心商業區東南方3（1.9英里）的一個市區，毗鄰百年紀念公園，區內設有多個體育設施，包括悉尼板球場和悉尼足球場。悉尼第一个动物园和露天市场曾在这里但在 19 世纪中叶关闭.

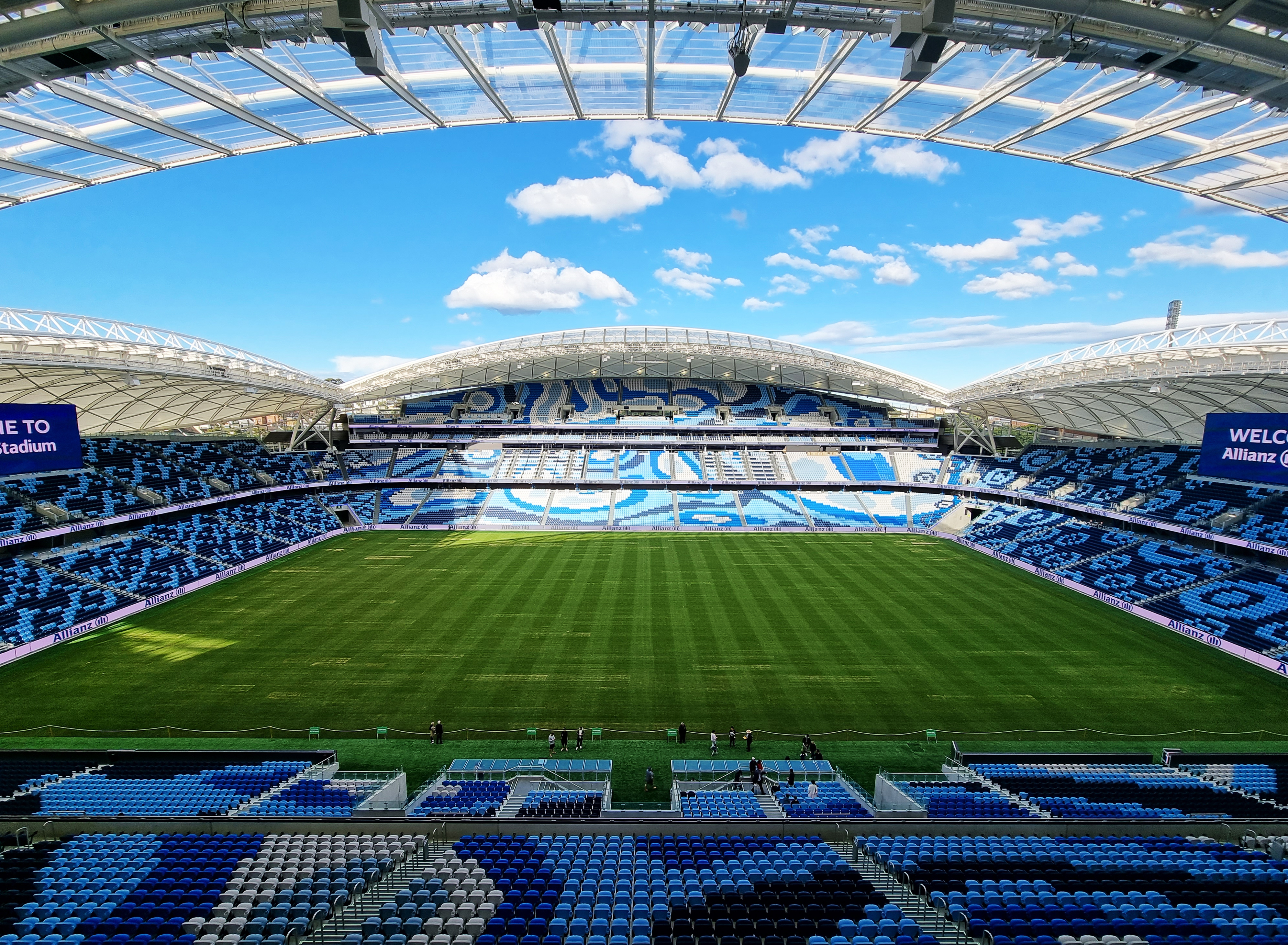
新建的悉尼足球場於2022年8月28日啟用